# Alimata Koné
Alimata Koné, född 22 januari 1965, är en friidrottare från Elfenbenskusten. Hon deltog vid olympiska sommarspelen 1992.